# Komacuhime
Komacuhime (japonsky 小松姫; 1573 – 27. března 1620) byla válečnice (onna bugejša) v období Azuči-Momojama a na počátku období Edo. Narodila se jako dcera Tadakacua Hondy, byla adoptována pánem Iejasu Tokugawou a poté se provdala za Nobujukiho Sanadu. Byla popisována jako velmi krásná, vysoce inteligentní a obratná v boji. 

## Život
Narodila se v roce 1573 jako nejstarší dcera (a nejspíš první dítě) generála Hondy Tadakacua (po jeho smrti ji adoptoval generál Iejasu Tokugawa) a měla nejméně tři bratry, kteří se vydali vojenskou cestou. Také jí se dostalo vojenského výcviku a účastnila se několika bojů. Podle dobových pramenů byla velmi krásná, vysoce inteligentní a bojově nadaná.
Její dětská jména byla Onei a Inahime.

## Válečná léta
Když bylo obléháno sídlo klanu Sanada, hrad Ueda, vydal se jim Iejasu Tokugawa na pomoc. Mladá Komacuhime se obrany účastnila a při té příležitosti viděla, jak si v boji vede Nobujuki Sanada, syn vojenského velitele a tamního pána Masajukiho Sanady. Jeho bojové schopnosti zaujaly hlavně generála Tokugawa, který zároveň chtěl upevnit své spojenecké vztahy s klanem Sanada, a proto domluvil manželství Nobujukiho s Komacuhime.  
V té době probíhala v Japonsku občanská válka. Zatímco Nobujuki Sanada byl východnímu klanu Tokugawa věrný a vždy bojoval jeho straně, jeho otec Masajukiho a bratr Jukimura přešli na stranu generála Hidejoši Tojotomiho, jehož vojska reprezentovala západ země.
Ti dva, Musajuki a Jukimura, se cestou na rodinné pozemky zastavili na hradě Numata, o jehož chod se starala právě Komacuhime. Masajuki Sanada ji požádal o vstup pod záminkou, že chce navštívit svá vnoučata. Komacuhime je nepřijala a namísto toho za nimi přišla ve zbroji se slovy: „Protože stojíme v této válce na opačných stranách, ačkoliv jsi můj tchán, nemůžu tě pustit dovnitř!“ Masajuki a Jukimura se proto stáhli do nedalekého chrámu Šókaku-dži. Tam za nimi k jejich překvapení Komacuhime přijela, a to i s dětmi (Manhime, Nobumasou a Nobušigem), aby splnila tchánovo přání vidět vnoučata. Když byli po bitvě Masajuki a Jukimura posláni do exilu, ujala se dokonce posílání jim jídla a věcí denní potřeby.

## Po válce
Když skončila válka mezi západem a východem, přijal generál Iejasu Takewada myšlenku buddhistického útočiště a ona konvertovala na jeho přání také.
Komacuhime byla pochvalně označována za rjósai kenbo (良妻賢母, Poslušná žena, moudrá manželka).

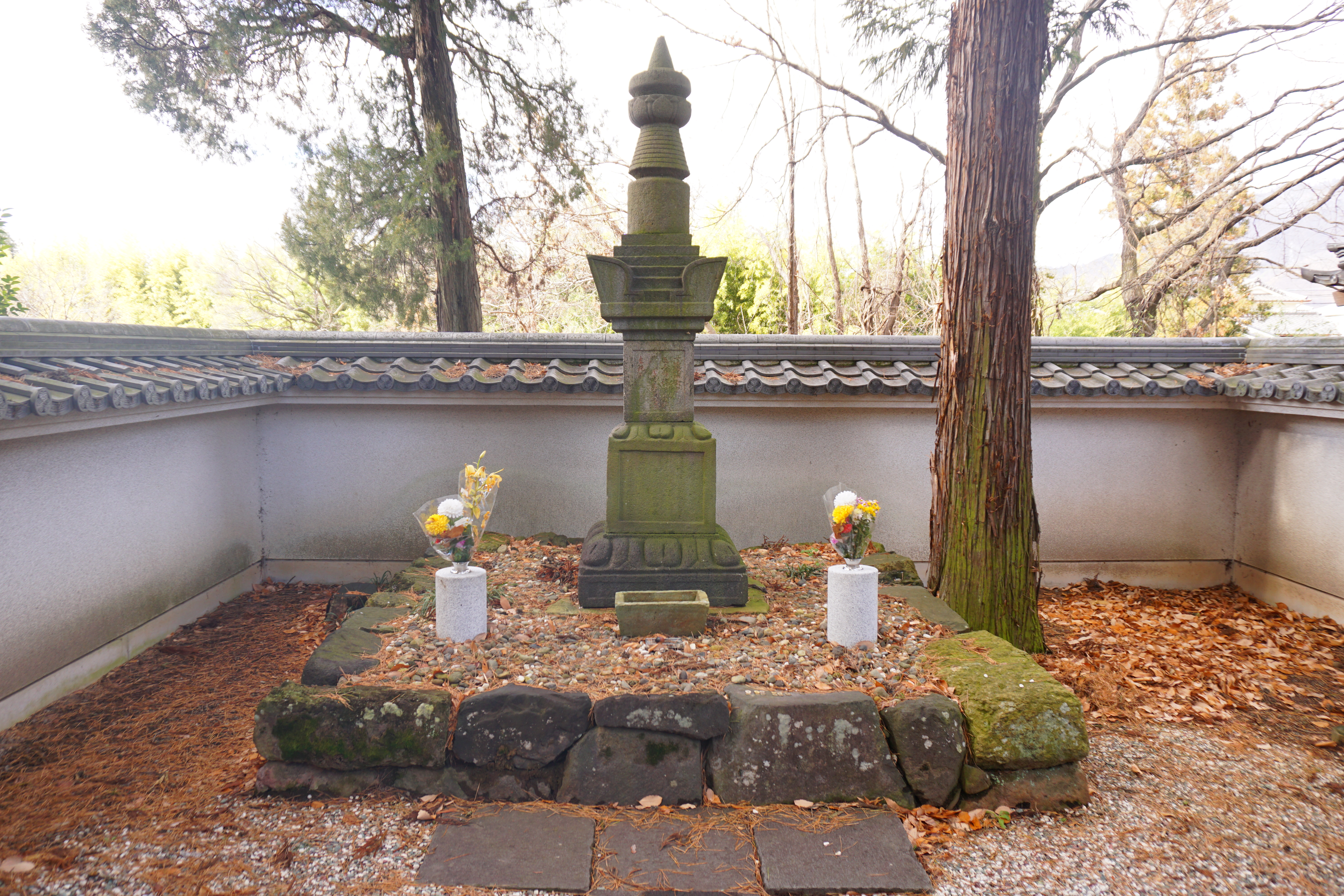
Hrob samurajky

Na jaře roku 1620 onemocněla. Lékaři ji poslali léčit se k horkému prameni Kusacu, ovšem až k němu se nedostala a zemřela po cestě. Bylo jí 47 let. Nobujuki naříkal nad její smrtí a prý řekl, že s jejím odchodem „zhaslo světlo mého domu“. Pohřbena byla ve městě Kónosu.
Část jejích osobních věcí, například její palankýn, se zachovala a jsou k vidění v muzeu zřízeném v hradu Ueda.

## Moderní kultura
Postava Komacuhime je v Japonsku oblíbená, a to se promítá i do moderní kultury. Objevila se v seriálových dramatech Sanada Taiheiki (1985) a Sanada Maru (2016) a také ve hrách pro PlayStation Samurai Warriors, Sengoku Taisen a Pokémon Conquest.